# William Leighton
Sir William Leighton (1565 circa – 1622) è stato un compositore e editore inglese dell'epoca elisabettiana.

## Biografia
Le informazioni sul suo conto sono scarse e frammentarie e vertono maggiormente sulle sue opere. Nel 1614 pubblicò The Teares and Lamentatacions of a Sorrowfull Soule, una raccolta di 55 pezzi di 21 compositori differenti e fra questi John Bull, William Byrd, John Dowland e Martin Peerson. La raccolta comprendeva anche otto pezzi da lui composti. Esiste un'edizione moderna della raccolta pubblicata da Stainer and Bell. Diverse radio commerciali trasmettono spesso questi pezzi ma non ne è mai stata fatta una pubblicazione su disco.
Il libro è storicamente importante comprende pezzi strumentali per broken consort e in quanto introduce il termine consort song.